# Cofradía del Perdón (Murcia)
La Real, Ilustre y Muy Noble Cofradía del Santísimo Cristo del Perdón es una cofradía de culto católico de la Semana Santa de Murcia (Región de Murcia, España) que desfila cada Lunes Santo desde el castizo barrio de San Antolín, siendo una de las cofradías más antiguas de la ciudad ya que sus orígenes se remontan a la Hermandad del Prendimiento fundada en 1600, aunque la institución actual data de 1896. Es una de las procesiones más populares de Mucia y su titular (el Cristo del Perdón) uno de los más venerados.

## Historia
Cofradía que tiene sus orígenes en la Hermandad del Prendimiento que desde el 1600 organizó el gremio de torcedores y tejedores de la seda de Murcia desde la iglesia de San Antolín; desaparecida en 1812 con la abolición de los gremios.
En 1896, la recién creada Cofradía del Perdón, bajo la presidencia del sacerdote y principal valedor D. Pedro González Adalid, buscó sus antecedentes en la antigua hermandad sedera, saliendo de la misma iglesia y procesionando el mismo Prendimiento que tallara Nicolás de Bussy para la anterior institución. De hecho a día de hoy, el paso del Prendimiento (reconstruido por José Sánchez Lozano tras la Guerra Civil), sigue llevando en su frontal un manojo de capullos de seda en recuerdo de esa vieja vinculación gremial.
La aparición de la Cofradía del Perdón a finales del siglo XIX supuso la introducción de un nuevo enfoque estilístico dentro de la tradición procesional murciana, tanto por la indumentaria de los penitentes (que disponían de una prolongada cola que arrastraban por el suelo) y mayordomos (que nunca llevaron las clásicas "puntillas"), como por la iluminación eléctrica de los tronos y la ausencia de la música del toque de burla, que se incorporaría al cortejo mucho tiempo después, en la década de los 80 del siglo XX. 
Tras la Guerra Civil, la destrucción de la Iglesia de San Antolín motivó el traslado de la cofradía a la cercana Iglesia de San Andrés, desde donde salió la procesión hasta la finalización de las obras en San Antolín en los años 60.
Estamos ante la cofradía murciana más vinculada a su barrio de todas. Para el barrio de San Antolín, el Lunes Santo es su día grande y los vecinos se vuelcan desde primeras horas con el Santísimo Cristo del Perdón. La Cofradía del Perdón es una de las consideradas "procesiones grandes" de Murcia, no solo por su gran número de pasos, hermandades y nazarenos, sino por su honda tradición. De hecho sigue muchos de los parámetros del estilo tradicional.

## Pasos y hermandades

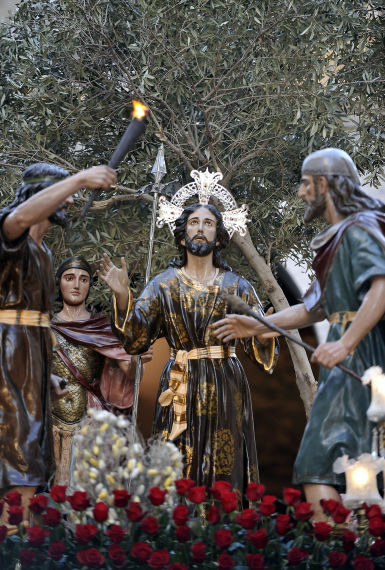
Detalle del paso del Prendimiento, de José Sánchez Lozano, con el tradicional manojo de capullos de seda en primer término.

La cofradía del Perdón cuenta con un total de 11 pasos y sus respectivas hermandades, por orden de salida en procesión:
- Los Ángeles de la Pasión. José Hernández Navarro, 2011, titular de la Hermandad Infantil. Estrenado en 2012.
- Jesús en Getsemaní. José Hernández Navarro, 1996, titular de la Hermandad de Promesas. Paso estrenado con motivo del primer centenario de la cofradía.
- El Prendimiento. José Sánchez Lozano, 1947, titular de la denominada Hermandad Sedera. El paso actual es una reconstrucción del que tallara Nicolás de Bussy en el siglo XVII, perdido en la Guerra Civil. El trono es de Antonio Carrión Valverde, realizado en los años 40 del siglo XX.
- Jesús ante Caifás. Cristo de Damián Pastor (1897), y el resto de imágenes de Castillejos (1944). Del paso original de Damián Pastor solo se conserva la imagen de Cristo, el resto fue confeccionado tras los destrozos de la Guerra Civil. El trono es de Carrión Valverde, realizado en 1944.
- La Sagrada Flagelación. José Sánchez Lozano, 1945. Uno de los pasos fundacionales. El paso actual sustituye a otro Cristo flagelado desaparecido en el incendio y destrucción de la Iglesia de San Antolín. El trono es obra de Carrión Valverde, realizado en 1945.
- La Coronación de Espinas. José Hernández Navarro, 1982. Fue el primer paso procesional del escultor José Hernández Navarro. El éxito obtenido con él le abrió las puertas de multitud de cofradías.
- El Encuentro en la Calle de la Amargura o Vía Dolorosa. Paso fundado en 1924, obra del escultor Miguel Martínez Fernández, quedó destruido en la Guerra Civil. La Virgen y San Juan fueron realizadas por Nicolás Martínez Ramón (1942) y el Nazareno por José Sánchez Lozano (1948).[2]
- Encuentro con la Verónica. Francisco Toledo, 1954. Única obra procesional del escultor murciano en la Semana Santa de Murcia.
- El Ascendimiento. José Hernández Navarro, 1988. Una de las obras más logradas del autor, representa el momento en que la cruz es ascendida con Jesús clavado (por las muñecas y no por las manos como tradicionalmente se le representa).
- Santísimo Cristo del Perdón. El venerado Cristo, tras muchas dudas sobre su posible autoría, ha sido recientemente confirmado, por el restaurador de obras de arte e investigador Juan Antonio Fernández Labaña,[3] como una obra de juventud de Francisco Salzillo,[4] realizada hacia 1733. El Santísimo Cristo del Perdón también es conocido popularmente como el Señor del Malecón,[5] al ser un antiguo crucificado que se veneraba en la ermita del Calvario de un desaparecido vía crucis que discurría por encima de ese popular paseo murciano. Es el único cristo de la Semana Santa de Murcia que es representado en su paso con el resto de imágenes del calvario, con la Virgen de los Dolores de Roque López (1793), San Juan de Francisco Salzillo (1737) y Santa María Magdalena de Francisco Sánchez Araciel (1897). El trono del titular de la cofradía es obra destacada de Carrión Valverde (1941), sobre el que se disponen cuatro ángeles niños de Juan González Moreno (1930), realizados para el trono anterior.
- Nuestra Señora la Santísima Virgen de la Soledad Coronada. José Sánchez Lozano, 1943. Imagen que sustituyó a otra anterior perdida durante los conflictos de la Guerra Civil. Fue la primera obra que Sánchez Lozano realizó para la cofradía. Posee diversos mantos, entre los que destaca uno del siglo XIX y otro que posee bordados de un antiguo manto del XVIII, estrenado con motivo de su coronación canónica, que tuvo lugar el 22 de mayo de 2016 en la plaza de Belluga, frente a la fachada de la Catedral de Murcia.[6] El trono es obra de Carrión Valverde, de 1943.

Cuatro de estos tronos llevan tres estantes por vara y no dos, como es propio del estilo tradicional.

## Vestimenta

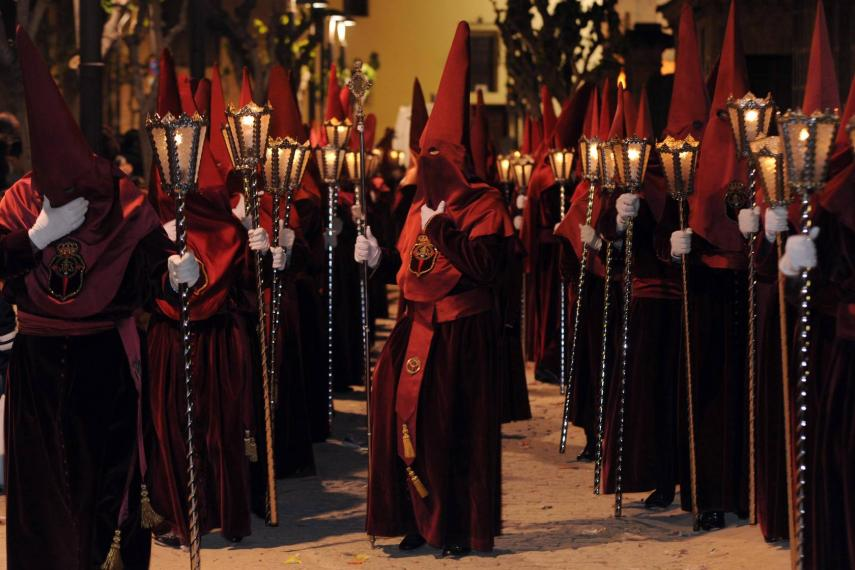
Penitentes y mayordomos del Perdón.

Los penitentes y mayordomos llevan túnica de terciopelo magenta con fajín y capuz de raso del mismo color, guantes blancos y zapato negro. Los estantes cuentan con túnica de tergal magenta (al igual que los nazarenos que tocan la burla) además de la indumentaria clásica del estante murciano. Aunque la Cofradía sigue la estética tradicional, desde los años 60 del siglo XX sus mayordomos van con la cara tapada salvo en la presidencia.
Los penitentes de la Hermandad de Promesas-Getsemani lleva túnica de tergal magenta y los de la Hermandad de la Soledad túnica y capuz de raso negro con fajín magenta. Los estantes de esta hermandad cuentan también con túnica negra, pero de tergal. 
El escudo de la cofradía va en el antifaz de penitentes y mayordomos bordado en oro y pedrería. Los niños y niñas que forman la Hermandad Infantil desfilan provistos de túnica color magenta, capuz de raso con la cara descubierta, cuello de camisa blanco, muceta de raso color rojo con el escudo bordado de la Cofradía, fajín de raso color rojo, calcetines y zapatos negros, guantes blancos y portan entre sus manos un cetro que finaliza con el escudo de la Hermandad.
Antiguamente, la túnica de la Cofradía del Perdón contaba con una larga cola que llegaba hasta el suelo, siendo por ello conocida como la procesión de las colas.

## Música
Tras los tronos de El Prendimiento, Coronación de Espinas y El encuentro con la Verónica desfilan secciones de Carro-bocinas y tambores destemplados que interpretan la tradicional Burla. El sonido de las bocinas y tambores es el más característico de la Semana Santa murciana diferenciándose del resto de la geografía hispana, dónde en muchas localidades existía la tradición de hacer sonar bocinas largas, que ahora mudas, solo procesionan de forma testimonial.
En honor del Santísimo Cristo del Perdón se han compuesto tres marchas pasionarias: El Santísimo Cristo del Perdón de Murcia, del año 1911 obra del maestro Manuel Quislant; El Cristo del Perdón, del año 1943, obra de los músicos D. Jorge de la Riva y D. Joaquín Ángel Gascón; y El Perdón, del año 2020 obra del sevillano Diego Mayo Santiago y compuesta por el 125.º aniversario de la Cofradía.

## Itinerario
Plaza de San Antolín, Vidrieros, Sagasta, Plano de San Francisco, plaza de San Julián, San Pedro, plaza de San Pedro, Jara Carrillo, pl. Martínez Tornel, Tomás Maestre, Sol, Frenería, plaza del Cardenal Belluga, Nicolás Salzillo, plaza Hernández Amores, Trapería, plaza de Santo Domingo, Santa Clara, Echegaray, plaza de Julián Romea, Fernández Ardavín, plaza de Santa Gertrudis, Calderón de la Barca, José Esteve Mora, plaza de San Bartolomé, Santa Catalina, plaza de Santa Catalina, plaza de las Flores, Cristo de la Esperanza, plaza de San Pedro, San Pedro, plaza de San Julián, Pilar, Vidrieros, plaza de San Antolín.
Momento cumbre es la recogida de la procesión en una plaza de San Antolín, pues al término de la misma se produce un encuentro entre el Santísimo Cristo del Perdón y la Virgen de la Soledad. Se entonan saetas y otros cánticos, se lanzan vítores y alabanzas, introduciéndose los tronos en el templo del tirón (como es tradicional).

## Enlaces
- Página web de la Cofradía

- Datos: Q5776393